# Conrail
 (juillet 2019).
Si vous disposez d'ouvrages ou d'articles de référence ou si vous connaissez des sites web de qualité traitant du thème abordé ici, merci de compléter l'article en donnant les références utiles à sa vérifiabilité et en les liant à la section « Notes et références ».
Conrail (Consolidated rail corporation) (Sigle de l'AAR: CR) était une compagnie de chemin de fer américaine de classe I, propriété de l'état fédéral. 
Elle fut formée par la fusion du Penn Central et du New York Central, en faillite, le 1er avril 1976. D'autres compagnies en difficulté y furent ajoutées pour agrandir le Conrail. Son siège social était situé à Philadelphie, en Pennsylvanie. 
CSX Transportation et le Norfolk Southern Railway lancèrent une opération financière pour acquérir la Conrail devenue rentable et arrivent le 1er juin 1999. Ses anciennes voies sont maintenant la propriété de Conrail Shared Assets Operations, ainsi que de CSX Transportation et du Norfolk Southern Railway, qui possèdent une partie de l’ancien matériel roulant de la Conrail.

## La période antérieure à Conrail de 1973 à 1976
Dans les années précédant 1973, le fret ferroviaire des États-Unis était moribond. Le gouvernement créa l'Amtrak en 1971, pour reprendre l'ensemble du service voyageur, mais les compagnies de chemins de fer continuaient de perdre de l'argent. Le géant Penn Central Transportation, formé en 1968 par la fusion du Pennsylvania Railroad et du New York Central Railroad, auxquels s'ajouta en 1969 le New York New Haven & Hartford Railroad, fit banqueroute dès 1970. Sous la responsabilité du juge John P Fullam, la compagnie en banqueroute menaça au milieu de l'année 1973, de cesser son activité à la fin l'année et de faire une liquidation, si elle ne recevait pas l'aide du gouvernement avant le 1er octobre. Le Congrès présenta rapidement un projet de loi pour  nationaliser le Penn Central. L'Association of American Railroads (AAR), qui s'opposait à une nationalisation, proposa une alternative pour la création d'une compagnie privée avec des fonds publics gouvernementaux. Durant l'année 1973, le juge Fullam laissa la compagnie en exploitation, et le 2 janvier 1974, le président Richard Nixon signa enfin le Regional Rail Reorganization de 1973. Le 3R Act, surnommé ainsi, apporta un financement provisoire et définit une nouvelle société Consolidated Rail Corporation selon le plan de l'AAR. 
Le 3R Act créa aussi une nouvelle compagnie gouvernementale appelée United States Railway Association (USRA), reprenant les pouvoirs de l'Interstate Commerce Commission (ICC), et autorisant les chemins de fer en banqueroute à vendre les lignes déficitaires. L'USRA fut enregistrée le 1er février 1974, et Edward G Jordan, cadre exécutif d'une compagnie d'assurance Californienne, fut nommé président le 18 mars par Nixon. L'USRA devait définir le tracés du futur réseau (Final System Plan) pour choisir ensuite les lignes qui intégreraient le nouveau Consolidated Rail Corporation. À la différence de la plupart des consolidations ferroviaires, seules les lignes désignées seraient reprises; les autres seraient vendues à l'Amtrak, à divers États, à des agences de transport ou d'autres compagnies de chemin de fer. Le tracés fut présenté le 26 juillet 1975. Le réseau était composé par des lignes du Penn Central et de six autres compagnies: 
- le Ann Arbor Railroad (banqueroute en 1973),
- l'Erie Lackawanna Railway (1972),
- le Lehigh Valley Railroad (1970),
- le Reading Company (1971),
- le Central Railroad of New Jersey (1967) et
- le Lehigh & Hudson River Railway (1972).

D'autres compagnies contrôlées ou exploitées conjointement furent également incluses comme le Pennsylvania Reading Seashore Lines. Le tracé fut approuvé par le congrès le 9 novembre 1975. Le président Gerald R. Ford signa le 5 février 1976, le Railroad Revitalization and Regulatory Reform Act qui légalisait le tracé final du réseau.

## Les cas particuliers de l'EL et de l'AA
L'Erie Lackawanna Railway (EL) fut créé en 1960 par la fusion de l'Erie Railroad (ERIE) et du Delaware Lackawanna & Western Railroad (DL & W). l'EL était également en banqueroute, mais il était un peu plus solide financièrement. Le 30 avril 1974, il fut réorganisé selon l'application du Chapitre 77, comme le Boston & Maine Railroad. Mais le 9 janvier 1975, ne voyant pas la fin des pertes financières, les administrateurs judiciaires demandèrent son intégration à Conrail. Le Final System Plan décida de vendre une grande partie du réseau de l'EL, allant du nord du New Jersey jusqu'à nord-est de l'Ohio, au Chessie System pour stimuler une concurrence sur le territoire contrôlé par Conrail. Cependant Chessie ne parvenant pas à conclure un accord avec le syndicat de l'EL, annonça en février 1976 qu'il n'achèterait pas cette portion de l'EL. Ce fut avec précipitation que l'USRA céda de nombreux droits de circulation au Delaware & Hudson Railway, lui permettant d'exercer une concurrence sur les marchés de Philadelphie, Pennsylvanie et de Washington DC. 
D'un autre côté, l'État du Michigan décida de conserver l'intégralité du réseau de l'Ann Arbor Railroad (AA), alors que Conrail ne comptait exploiter que la partie sud. Ainsi le Michigan acheta tout le réseau de l'AA qui fut ensuite exploité par Conrail durant quelques années, avant d'être revendu à des petites compagnies: Michigan Interstate, et  Tuscola & Saginaw Bay (T & SB).

## Un grand réseau rentable de 1976 à 1997

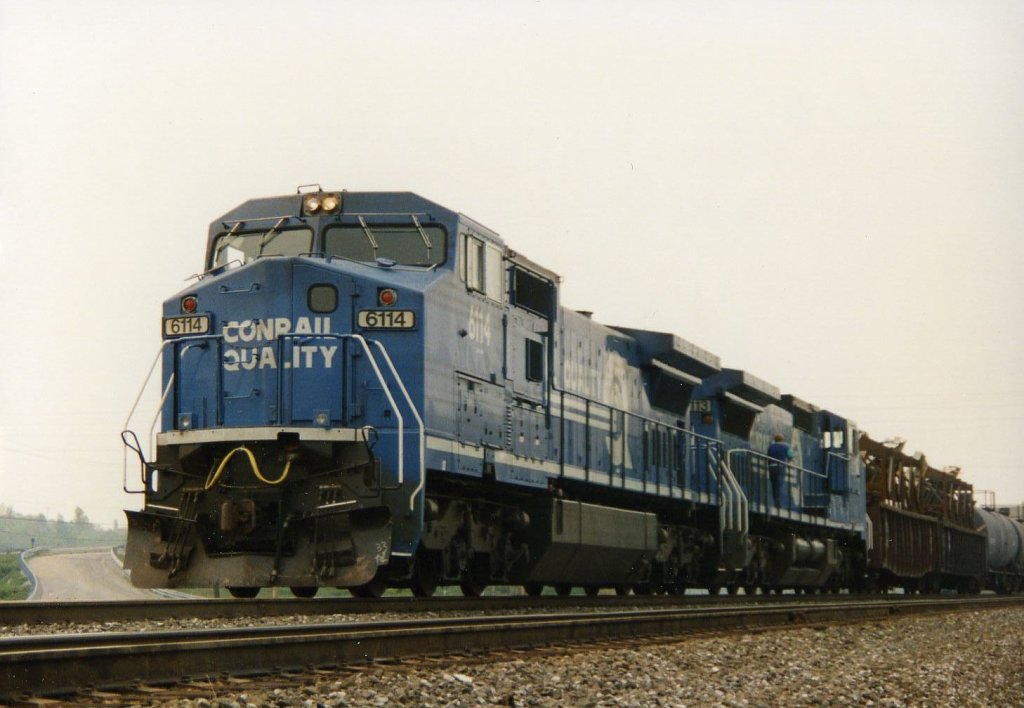
Une locomotive GE Dash 8-40CW de la société Conrail en 1993.

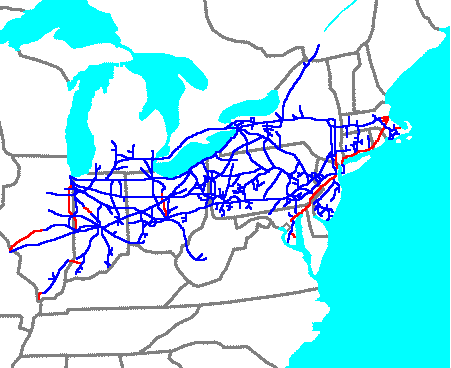
Carte du réseau exploité par la Conrail. En rouge, les lignes empruntées en payant une redevance.

Conrail fut enregistré le 25 octobre 1974 dans le Delaware, et commença son activité le 1er avril 1976. Le logo est un ouvre boite (can-opener) blanc sur fond bleu. La théorie du moment voulait que si le service était amélioré grâce à une augmentation des investissements dans le capital, les revenus de la compagnie seraient dynamisés. Bien que les capitaux gouvernementaux furent utilisés pour améliorer les voies, les locomotives et les wagons hérités des six compagnies en faillite constituant Conrail, la question fondamentale de la régularisation économique demeurait, et Conrail continuait d'afficher des pertes de plus d'un million de dollars par jour. L'administration de Conrail reconnut le besoin de libéraliser cette régulation économique, et rejoignit des groupes de lobbying pour créer le Staggers Rail Act (en) en 1980. 
Cette loi desserra significativement le contrôle économique rigide exercé par l'Interstate Commerce Commission sur les chemins de fer. Cela permit à Conrail et à d'autres compagnies de devenir rentables et de renforcer leurs finances. Tout d'abord les vitesses furent augmentées et les lignes non rentables furent abandonnées. En 1981, Conrail dégagea des profits grâce à la dérégulation permise par le Staggers Act et grâce à l'amélioration de l'administration dirigé par L. Stanley Crane, ancien président directeur général du Southern Railway. Le Northeast Rail Service Act de 1981 délivra Conrail de son obligation d'assurer un service de banlieue dans le corridor nord-est, ce qui permit d'améliorer ses finances. 
Après d'importants débats au Congrès ayant entraîné un arrêt des activités gouvernementales aux États-Unis d'une journée, le Conrail Privatization Act de 1986 fut signé par le président Ronald Reagan le 21 octobre 1986. La plus grande offre publique de l'histoire des États-Unis arriva le 26 mars 1987, lorsque Conrail, d'une valeur de 1,9 milliard de dollars, fut vendu à des investisseurs privés.

## L'arrêt du transport de banlieue
Conrail assura l'exploitation des trains de banlieue, hérités de ses prédécesseurs, jusqu'en 1983. Puis grâce au Northeast Rail Service Act de 1981, ce service fut transféré aux États ou aux métropoles. À l'exception du MARC, les autorités de transit achetèrent les voies et les droits de circulation pour leurs transports de banlieue, de sorte que Conrail devait louer ces tronçons pour acheminer son fret.
Cinq réseau de banlieue furent créés:   
- le Metropolitan Boston Transit Authority (MBTA) à Boston
- le Metro-North dans le Lower Hudson Valley (au sud de l'État de New York) et dans le  sud-ouest du Connecticut,
- le New Jersey Transit dans le New Jersey,
- le SEPTA de Philadelphie
- le MARC[1] dans le Maryland.

## Le morcellement et le partage du capital entre 1997 et 1999
Devant le succès croissant de Conrail, les deux principaux concurrents de l'est des États-Unis, Norfolk Southern Railway et CSX Transportation, se lancèrent dans une bataille pour prendre le contrôle de Conrail et étendre leurs réseaux. En 1997, les deux chemins de fer CSX Transportation et Norfolk Southern Railway, fixèrent un compromis pour acquérir ensemble Conrail et se partager son capital au pro rata des sommes engagées. Après avoir reçu l'approbation du Surface Transportation Board (STB), successeur de l'Interstate Commerce Commission, Norfolk Southern acquit 58 % du capital de Conrail incluant 9 600 km de voies, et CSX 42 % avec 5 760 km. L'opération fut conclue le 22 août 1998. 
Les lignes furent transférées à deux compagnies à responsabilité limitées, filiales de Conrail, appelées Pennsylvania Lines (PRR) et New York Central Lines (NYC), respectivement louées par NS et CSX. Norfolk Southern hérita des marques d'identifications PRR et CR, tandis que CSX reçut NYC. L'exploitation sous la direction du NS et du CSX commença le 1er juin 1999.
Comme son nom l'indiquait, le NYC fit l'acquisition de l'ancienne ligne principale du New York Central Railroad entre New York City, Boston, Massachusetts et Cleveland, Ohio, ainsi que de l'ancienne ligne du Cleveland Cincinnati Chicago & St Louis Railway (de l'ex NYC Big Four) vers Indianapolis, Indiana et East St. Louis, Illinois grâce à l'ancienne ligne du Pittsburgh Cincinnati Chicago & St Louis Railroad (de l'ex PRR Panhandle Route). 
De son côté, le NS reprenait l'ancienne ligne principale du Pennsylvania Railroad, la ligne du Cleveland & Pittsburgh Railroad reliant Jersey City, New Jersey à Cleveland, ainsi que le reste de l'ancienne ligne principale du NYC reliant Chicago, Illinois. 
Ainsi le réseau en "X" de Conrail fut soigneusement partagé en deux; CSX prenant une diagonale de Boston à Saint-Louis, Missouri, et NS une autre de New York City à Chicago. Les deux diagonales se croisent sur un pont au sud-est de Cleveland, pas très loin de l'endroit où l'ancien Cleveland & Pittsburgh Railroad croisait l'ancien Cleveland Short Line Railway du NYC. 
Dans les trois métropoles d'importance majeure que sont le North Jersey, le South Jersey/Philadelphia et Detroit, Conrail Shared Essets Operations continue son activité en tant que compagnie de gare terminus, sous le contrôle du NS et CSX. Cette disposition fut une concession faite aux régulateurs fédéraux qui étaient préoccupés par le manque de compétition sur certains marchés et par les problèmes de logistiques engendrés par le démantèlement de Conrail dans des zones très fréquentées par les usagers. La petite activité de Conrail, qui existe de nos jours sur ces trois marchés, concerne le fret et reste sous l'autorité de ses deux propriétaires.
Il existe une quatrième zone constituée par l'ancien Monongahela Railway au sud-est de la Pennsylvanie ; ce réseau fut contrôlé conjointement par le Baltimore and Ohio Railroad (B&O), le PRR et le Pittsburgh & Lake Erie Railroad (P&LE), avant d'être absorbé par Conrail en 1993. Mais les droits de circulation restèrent attribués à CSX successeur du B&O et du P&LE. Avec la scission de Conrail, ces lignes revinrent au NS, tandis que les droits de circulation restèrent toujours aux mains de CSX.